# Серпофаги
Серпофаги (лат. Serpophaga) — род воробьиных птиц из семейства Тиранновые. Представители рода обитают в Южной Америке.

## Список видов
Род включает пять видов.
| Изображение | Научное название                                 | Название              | Обитание                                              |
| ----------- | ------------------------------------------------ | --------------------- | ----------------------------------------------------- |
|             | Serpophaga cinerea (Tschudi, 1844)               | Серая серпофага       | Юг Коста-Рики, север Боливии и северо-запад Венесуэлы |
|             | Serpophaga hypoleuca P.L.Sclater et Salvin, 1866 | Речная серпофага      | Ориноко и бассейн Амазонки                            |
|             | Serpophaga nigricans (Vieillot, 1817)            | Тёмная серпофага      | Аргентина, Бразилия и Уругвай, также южный Парагвай   |
|             | Serpophaga subcristata (Vieillot, 1817)          | Белохохлая серпофага  | Аргентина, Боливия, Бразилия, Парагвай, Уругвай       |
|             | Serpophaga griseicapilla Straneck, 2007          | Straneck's tyrannulet | Аргентина                                             |